# Inlandsbanan AB
Inlandsbanan AB (IBAB) è una azienda ferroviaria svedese con sede a Östersund.

## Storia
Costituita nel 1992 in risposta al rischio di soppressione della ferrovia Gällivare-Kristinehamn, è una società per azioni posseduta e controllata da un gruppo di 19 municipalità. Opera come gestore dell'infrastruttura sulle tratte Gällivare–Östersund, Brunflo–Mora e Orsa–Furudal e possiede due società controllate: Inlandståget AB (ITÅG), fondata nel 2009, che opera in qualità di impresa ferroviaria per il trasporto merci e viaggiatori, e Destination Inlandsbanan AB, che opera come tour operator. 
Il 31 maggio 2024, Inlandsbanan AB annuncia la vendita della controllata Inlandståget AB alla società Tågåkeriet i Bergslagen AB (TÅGAB), con efficacia dal 1º settembre 2024. Tuttavia, nell'agosto dello stesso anno, TÅGAB e Inlandsbanan AB hanno annunciato un’evoluzione del deal verso una partnership strutturata, mantenendo Inlandståg come realtà indipendente ma con una cooperazione consolidata nelle aree operative e nelle officine.

## Materiale rotabile

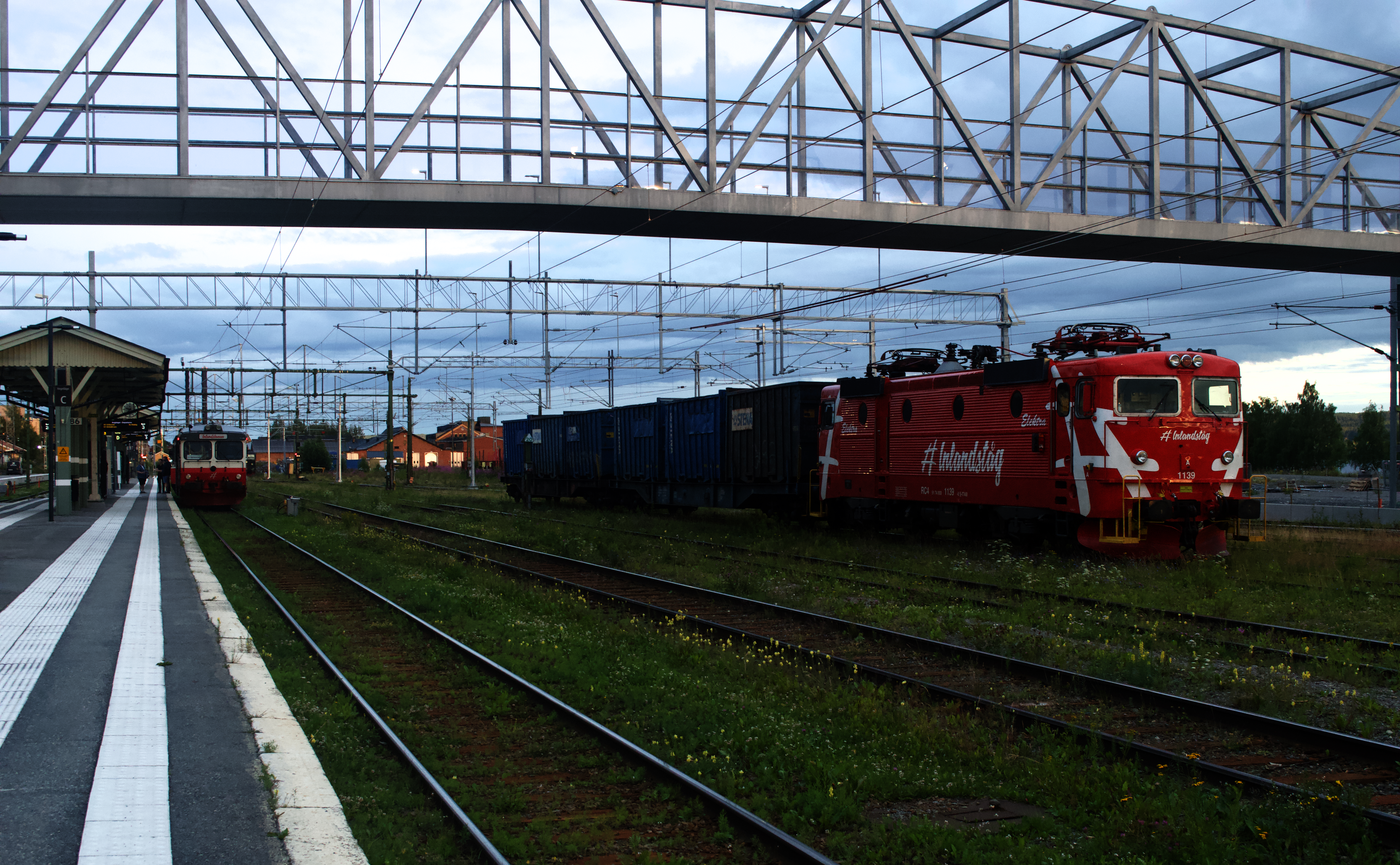
Due treni di Inlandståg a Östersund

Inlandsbanan AB ha in dotazione il seguente materiale motore:
- una locomotiva diesel-meccanica da manovra gruppo Z[4] n° 024;
- una locomotiva diesel-idraulica da manovra gruppo Z65 n° 545;
- due locomotive diesel-elettriche da treno gruppo T44 n° 273 e 277[5];
- una locomotiva diesel-elettrica da treno gruppo Di3 n° 632[6];
- una locomotiva diesel-elettrica da treno gruppo TMY n° 9505;
- due locomotive diesel-elettriche da treno gruppo TMZ n° 1413 ("Betty") e 1421 ("Cathis")[7];
- una locomotiva elettrica da treno gruppo Rc4 n° 1139 ("Elektra")[8];
- quattro automotrici diesel-meccaniche gruppo Y1 n° 1328, 1336, 1348, 1356[9];
- cinque autotreni diesel-elettrici gruppo Y41[10], attualmente non ancora in servizio.